# Steven Sotloff
Steven Joel Sotloff (hebreo: סטיבן סוטלוף; Miami, Estados Unidos; 11 de mayo de 1983 – Alepo, Siria; 2 de septiembre de 2014) fue un periodista estadounidense-israelí que en 2013 fue secuestrado en la ciudad siria de Alepo y fue hecho prisionero por terroristas  que combaten en la Guerra Civil Siria. Fue decapitado el 2 de septiembre de 2014 en Irak por la agrupación terrorista yihadista Estado Islámico.

## Educación y vida personal
Steven Joel Sotloff era hijo de Arthur y Shirley Sotloff y nieto de sobrevivientes del Holocausto. Se crio en la ciudad de Miami, estado de Florida, Estados Unidos de América. Se graduó de la Academia de la Unión Kimball en Meriden, Nuevo Hampshire, Estados Unidos y más tarde asistió a la Universidad de Florida Central, desde 2002 a 2004, donde se graduó y se especializó en periodismo. Era de religión judía y se desplazó a Israel en 2008 donde se radicó y estudió un postgrado en el Centro Interdisciplinario de Herzliya. Durante ese tiempo adquirió la nacionalidad israelí.

## Carrera
Steven Joel Sotloff estuvo muchos años en Yemen, hablaba bien el árabe y sentía un fuerte afecto por el mundo islámico, había viajado alrededor de la región con un número de teléfono móvil de Yemen. Su carrera despegó durante la Primavera Árabe. De acuerdo a la Al Jazeera señala que Steven Sotloff estuvo en Catar y mando una nota a la Universidad de Catar para ingresar a la facultad de árabe para personas que su lengua materna no es el árabe.
Sotloff trabajó para la revista de noticias Time, así como en las revistas especializadas en política The National Interest (TNI), Media Line y la Foreign Policy, también laboró en los diarios Christian Science Monitor y World Affairs y ha aparecido en las empresas de noticias CNN y Fox News. Su trabajo lo llevó a Siria en varias ocasiones, así como a Egipto, Turquía, Libia y Baréin.

## Secuestro y asesinato
Sotloff fue secuestrado el 4 de agosto de 2013, cerca de Alepo, después de cruzar la frontera con Siria desde Turquía. El hecho tuvo lugar en Ar-Raqqa, Siria. El 19 de agosto de 2014, el Estado Islámico dio a conocer un video titulado "Un mensaje a los Estados Unidos", que muestra la decapitación del fotoperiodista James Foley. A final del video, un terrorista amenaza al presidente estadounidense Barack Obama, diciéndole que "su siguiente movimiento" decidirá el destino de Sotloff.
Sin embargo, solo unos días después de que se difundiera esta amenaza, Estados Unidos intensificó los ataques aéreos contra Estado Islámico; dispararon 14 misiles contra varios vehículos Humvee utilizados por Estado Islámico cerca de la presa de Mosul ayudando al avance de las fuerzas kurdas, los Peshmerga y del Nuevo Ejército de Irak. 

### Peticiones y pedidos
Poco después de la emisión del video de Estado Islámico, se realizó una petición en Estados Unidos solicitando al presidente Barack Obama que salvara al periodista Sotloff. La petición atrajo a miles de firmas en pocos días.
El 27 de agosto de 2014, la madre de Sotloff, Shirley, pidió en un vídeo al autoproclamado califa del grupo, Abu Bakr al-Baghdadi, que liberara a su hijo.

### Asesinato
El 2 de septiembre de 2014, Estado Islámico publicó un vídeo de 2:46 minutos de duración y titulado Un segundo mensaje a América. Se ve a Steven Sotloff hablando minutos antes de ser ejecutado y pronunciando sus últimas palabras: "Pago con mi vida" antes de su asesinato por yihadistas del Estado islámico.
Se observa también a un hombre enmascarado decapitando al periodista estadounidense y así como también amenazando a un rehén británico, al que identifica como David Haines, advirtiendo a los gobiernos a abstenerse a respaldar "la alianza diabólica de Estados Unidos contra el Estado Islámico". Dichas imágenes causaron un gran impacto mundial.